# Boot manager
Буут мениджърът (boot loader) е софтуер, който се изпълнява като част от процеса на буутване на компютъра и зарежда операционната система.

## Буут мениджъри
Сред буут мениджърите може да намерите:
- BIOS – основният буут мениджър на персоналните компютри.
- EFI – стандарт за замяна на BIOS.
- NTLDR – буут мениджър на системата на Microsoft Windows.
- GRUB – главно в Linux системите.
- Syslinux – Алтернативен буут мениджър в Linux среда.
- BootCamp – Boot Manager за компютри Macintosh.